# Pérollesbrücke
Die Pérollesbrücke (französisch Pont de Pérolles) ist eine Strassenbrücke über die Saane in Freiburg im Üechtland im Schweizer Kanton Freiburg. Sie verbindet das Pérollesplateau mit Marly.

## Konstruktion
Die Brücke wurde am 9. Dezember 1922, zwei Jahre nach Baubeginn, eröffnet und war seinerzeit mit 548 Metern die längste Brücke der Schweiz. Sie wurde errichtet, um den Verkehr auf den anderen Brücken (Zähringerbrücke und Galternbrücke) zu entlasten, sowie eine direkte Verbindung zwischen La Roche, Plaffeien und Marly mit dem Kantonshauptort zu schaffen.

## Renovation
1994 wurde die Brücke einer umfangreichen Renovation unterzogen, um sie dem zunehmenden Verkehr anzupassen. Insgesamt wurden zwei Radstreifen und eine Busspur hinzugefügt.

## Kletterwand
Der SAC Moléson errichtete 2002 drei Mehrseillängen-Kletterrouten an einem Brückenpfeiler auf Freiburger Seite.
Auf der Marly Seite kann seit 2007 geklettert werden: 48 Kletterrouten an zwei Brückenpfeilern (Stand 2024).